# Liste der Stadtteile Münchens
Die Stadtteile in München sind historisch gewachsene Gebiete in München, die einen eigenen Namen tragen. Diese Bezeichnungen geben die Raumvorstellungen in der Bevölkerung wieder, decken sich jedoch nur teilweise mit den offiziellen Stadtbezirken von München. Darüber hinaus gibt es auch viele weitere Bezeichnungen für kleinere Gebietseinheiten der Stadt. Zusammen ergeben die Stadtteile das Stadtbild der Gesamtstadt.

## Stadtgliederung
Im Jahr 1992 wurde eine Neuordnung der offiziellen Stadtbezirksgliederung durchgeführt. Hierbei entstanden 24 Stadtbezirke, zu denen dann 1996 Laim noch als 25. Stadtbezirk hinzukam. Diese administrative Gliederung des Stadtgebiets entspricht jedoch nur teilweise den historisch gewachsenen Stadtteilen Münchens. Die ursprünglich meist eigenständigen Gemeinden, die ab der Mitte des 19. Jahrhunderts nach München eingemeindet wurden, bildeten die Basis für die heutige Gliederung. Diese wurde im Laufe der Zeit aber immer wieder an die weitere Stadtentwicklung angepasst, wenn z. B. neue Quartiere oder Siedlungen entstanden sind. Hierbei wurden des Öfteren mehrere ehemalige Gemeinden zu einem Stadtbezirk zusammengefasst. Gelegentlich erstreckt sich das Gebiet einer ursprünglich eigenständigen Gemeinde heute aber auch über zwei oder mehrere Stadtbezirke (so z. B. bei Giesing, Schwabing und Sendling).
Die Gemarkungen der Stadt München kommen der gewachsenen Stadtgliederung am nächsten, da die Gemarkungsgrenzen zumeist direkt aus den Grenzen der eingemeindeten Gemeinden heraus entstanden sind. Allerdings sind alle vor 1890 eingemeindeten Stadtteile der Gemarkung München zugeordnet, erst nach 1890 behielten eingemeindete Gebiete ihre Gemarkungsnamen.

## Liste der Stadtteile
Diese Liste gibt einen Überblick über die historisch gewachsenen Stadtteilbezeichnungen von München und ordnet diese den jeweils offiziellen Stadtbezirken zu, in denen diese heute zu liegen kommen. Als zusätzliche Information werden Quartiere (Teilgebiete eines Stadtteils mit eigener Identität, teils auch historische Ortschaften) und Siedlungen (neue Erschließungsgebiete, die einer einheitlichen Planung unterliegen) aufgeführt, die in diesen Stadtteilen liegen.
Die Abgrenzung, was ein eigener Stadtteil ist und was ein untergeordnetes Nachbarschaftsviertel oder Quartier ist, wird oft unterschiedlich gehandhabt. Diese Liste folgt einer üblichen Praxis der Stadt, als Stadtteile die Orte zu bezeichnen, die in den Namen der Stadtbezirke enthalten sind, und die in der Regel den eingemeindeten Gemeinden entsprechen. Kleinere Quartiere werden diesen größeren Stadtteilen zugeordnet. Orientierung bietet auch die Einteilung in OpenStreetMap (OSM). Stadtbezirke sind dort in der weltweit standardisierten Hierarchie als „admin_level 9“ hinterlegt, Stadtteile als „admin_level 10“ und Nachbarschaftsvietel als „admin_level 11“. Der Begriff Schwabing, entstanden aus dem ehemaligen Dorf Schwabing, taucht heute auf allen Ebenen in verschiedenen Bezirken und Stadtteilen auf. Da im Stadtbezirk 13 jedoch mehrere eingemeindete Gemeinden und Orte nur unter dem Namen eines dieser Orte zusammengefasst sind, wurde für diesen Stadtbezirk die Unterteilung des Vereins für Stadtteilkultur im Münchner Nordosten e. V. übernommen.
| Stadtteil                            | Stadtbezirk, in dem der Stadtteil (größtenteils) liegt | Stadt- bezirks- nr. | Nachbarschaftsviertel, Quartiere und Siedlungen im Stadtteil |
| ------------------------------------ | ------------------------------------------------------ | ------------------- | --- |
| Allach                               | Allach-Untermenzing                                    | 23                  | Allach, Gerberau |
| Altstadt                             | Altstadt-Lehel                                         | 01                  | Angerviertel, Graggenauviertel, Hackenviertel, Kreuzviertel |
| Am Hart                              | Milbertshofen-Am Hart                                  | 11                  | Am Hart, Harthof (Ostteil), Nordhaide |
| Am Luitpoldpark                      | Schwabing-West                                         | 04                  | Isoldenviertel, Barbarasiedlung, Georgenschwaige, Konradshof |
| Am Moosfeld                          | Trudering-Riem                                         | 15                  | Am Moosfeld |
| Am Riesenfeld                        | Milbertshofen-Am Hart                                  | 11                  | Studentenviertel Oberwiesenfeld, Am Oberwiesenfeld, Olympisches Dorf |
| Au                                   | Au-Haidhausen                                          | 05                  | Obere Au, Untere Au, Falkenau, Neudeck |
| Aubing                               | Aubing-Lochhausen-Langwied                             | 22                  | (Alt-)Aubing, Aubing-Ost, Dorniersiedlung, Kolonie Neuaubing, Neuaubing, Am Westkreuz |
| Berg am Laim                         | Berg am Laim                                           | 14                  | Berg am Laim, Baumkirchen Mitte, Josephsburg, Maikäfersiedlung, Werksviertel |
| Bogenhausen                          | Bogenhausen                                            | 13                  | (Alt-)Bogenhausen, Arabellapark, Brunnthal, Gartenstadt Bogenhausen-Priel, Herzogpark, Neuberghausen, Stepperg, Parkstadt Bogenhausen, Priel, Villenkolonie Am Priel-Hof                                     |
| Daglfing                             | Bogenhausen                                            | 13                  | Daglfing, Dianapark, Kolonie Daglfing, Kolonie an der Daglfinger Straße |
| Denning                              | Bogenhausen                                            | 13                  | Denninger Kolonie, Obermaiersche Kolonie, Siedlung Denninger Straße-Warthestraße |
| Englschalking                        | Bogenhausen                                            | 13                  | Englschalking, Cosimapark, Fideliopark, Siedlung Barlowstraße |
| Fasangarten                          | Obergiesing-Fasangarten                                | 17                  | Fasangarten, Amerikanische Siedlung |
| Feldmoching                          | Feldmoching-Hasenbergl                                 | 24                  | Feldmoching, Lerchenau (Westteil), Siedlung Ludwigsfeld |
| Forstenried                          | Thalkirchen-Obersendling-Forstenried-Fürstenried-Solln | 19                  | Forstenried, Unterdill |
| Freiham                              | Aubing-Lochhausen-Langwied                             | 22                  | Freiham-Süd, Freiham-Nord |
| Freimann                             | Schwabing-Freimann                                     | 12                  | (Alt-)Freimann, Auensiedlung, Freimanner Heide, Freimann-Süd, Fröttmaning, Gartenstadt Freimann, Großlappen, Grusonsiedlung, Kieferngarten, Kleinlappen, Kulturheim, Neufreimann, Neuherberg, Studentenstadt |
| Fürstenried                          | Thalkirchen-Obersendling-Forstenried-Fürstenried-Solln | 19                  | Fürstenried West, Fürstenried Ost, Kreuzhof, Neuforstenried, Maxhof |
| Giesing (Obergiesing)                | Obergiesing-Fasangarten                                | 17                  | Obergiesing, Stadelheim, Feldmüllersiedlung, Stockwerksiedlung Walchenseeplatz |
| Giesing (Untergiesing)               | Untergiesing-Harlaching                                | 18                  | Untergiesing, Birkenleiten, Siebenbrunn |
| Hadern                               | Hadern                                                 | 20                  | Großhadern, Kleinhadern, Blumenau, Kurparksiedlung, Neuhadern |
| Holzapfelkreuth (Westteil)           | Hadern                                                 | 20                  | Holzapfelkreuth |
| Holzapfelkreuth (Ostteil)            | Sendling-Westpark                                      | 07                  | Holzapfelkreuth |
| Haidhausen                           | Au-Haidhausen                                          | 05                  | Haidhausen, Franzosenviertel |
| Harlaching                           | Untergiesing-Harlaching                                | 18                  | Harlaching, Neuharlaching, Hellabrunn, Villenkolonie Menterschwaige |
| Hasenbergl                           | Feldmoching-Hasenbergl                                 | 24                  | Hasenbergl, Harthof (Westteil), Lerchenau (Ostteil) |
| Isarvorstadt                         | Ludwigsvorstadt-Isarvorstadt                           | 02                  | Gärtnerplatzviertel, Glockenbachviertel, Schlachthofviertel, Dreimühlenviertel |
| Johanneskirchen                      | Bogenhausen                                            | 13                  | Johanneskirchen, Gartenstadt Johanneskirchen, Johanneskirchen Nord, Johanneskirchen West, Siedlung am Hierlbach, Zahnbrechersiedlung                                                                         |
| Laim                                 | Laim                                                   | 25                  | Laim, Friedenheim (Westteil), Villenkolonie Schlosspark Laim |
| Langwied                             | Aubing-Lochhausen-Langwied                             | 22                  | Langwied |
| Lehel                                | Altstadt-Lehel                                         | 01                  | Lehel |
| Lochhausen                           | Aubing-Lochhausen-Langwied                             | 22                  | Lochhausen |
| Ludwigsvorstadt                      | Ludwigsvorstadt-Isarvorstadt                           | 02                  | Wiesenviertel, Klinikviertel, Bahnhofsviertel |
| Maxvorstadt                          | Maxvorstadt                                            | 03                  | Arnulfpark, Kunstareal, Maßmannbergl, Marsfeld, Schönfeldvorstadt, St.-Benno-Viertel, Universitätsviertel, Wohnheimsiedlung Maßmannplatz                                                                     |
| Milbertshofen                        | Milbertshofen-Am Hart                                  | 11                  | Milbertshofen |
| Moosach                              | Moosach                                                | 10                  | Moosach, Borstei |
| Neuhausen                            | Neuhausen-Nymphenburg                                  | 09                  | Neuhausen, Arnulfpark, Friedenheim (Ostteil), Vinzenzviertel, St.-Benno-Viertel, Siedlung Neuhausen, Gern, Alte Kaserne, Ebenau, Dantepark, Oberwiesenfeld, Neue Postwiese                                   |
| Neuschwabing                         | Schwabing-West                                         | 04                  | Viktoriaviertel, Erich-Kästner-Viertel, Elisabethviertel, Ursulaviertel |
| Nymphenburg                          | Neuhausen-Nymphenburg                                  | 09                  | Nymphenburg, Nederling, Villenkolonie Neuwittelsbach, Am Hirschgarten, Nymphenburg Süd |
| Oberföhring                          | Bogenhausen                                            | 13                  | Oberföhring, Oberföhring Süd, Sankt Emmeram, Prinz-Eugen-Park |
| Obermenzing                          | Pasing-Obermenzing                                     | 21                  | Obermenzing, Pipping |
| Pasing                               | Pasing-Obermenzing                                     | 21                  | Pasing, Neupasing, Villenkolonie Pasing I, Villenkolonie Pasing II, Österreicher Viertel |
| Perlach                              | Ramersdorf-Perlach                                     | 16                  | (Alt-)Perlach, Neuperlach, Waldperlach |
| Ramersdorf                           | Ramersdorf-Perlach                                     | 16                  | Ramersdorf |
| Riem                                 | Trudering-Riem                                         | 15                  | Riem, Messestadt Riem |
| Schwabing (Ostteil)                  | Schwabing-Freimann                                     | 12                  | (Alt-)Schwabing, Alte Heide, Berliner Viertel, Biederstein, Domagkpark, Emilienhof, Kleinhesselohe, Neuschwabing, Parkstadt Schwabing, Schwabinger Tor, Tivoli, Tucherpark                                   |
| Schwanthalerhöhe                     | Schwanthalerhöhe                                       | 08                  | Schwanthalerhöhe, Theresienhöhe, Westend, Parkstraße |
| Schwere-Reiter-Straße                | Schwabing-West                                         | 04                  | Ackermannviertel, Barbaraviertel |
| Sendling (Obersendling)              | Thalkirchen-Obersendling-Forstenried-Fürstenried-Solln | 19                  | Obersendling, Siemens-Siedlung |
| Sendling (Unter- und Mittersendling) | Sendling                                               | 06                  | Untersendling, Alt-Mittersendling |
| Sendling (Westteil)                  | Sendling-Westpark                                      | 07                  | Hansapark, Holzapfelkreuth, Mittersendling, Waldfriedhofviertel, Westpark |
| Solln                                | Thalkirchen-Obersendling-Forstenried-Fürstenried-Solln | 19                  | Solln, Parkstadt Solln, Villenkolonie Solln, Villenkolonie Prinz-Ludwigs-Höhe (Südteil), Warnberg |
| Steinhausen                          | Bogenhausen                                            | 13                  | Steinhausen, Siedlung Steinhausen |
| Thalkirchen                          | Thalkirchen-Obersendling-Forstenried-Fürstenried-Solln | 19                  | Thalkirchen, Maria Einsiedel, Hinterbrühl, Villenkolonie Prinz-Ludwigs-Höhe (Nordteil) |
| Trudering                            | Trudering-Riem                                         | 15                  | Gartenstadt Trudering, Kirchtrudering, Neutrudering, Straßtrudering, Waldtrudering, Michaeliburg |
| Untermenzing                         | Allach-Untermenzing                                    | 23                  | Untermenzing |
| Zamdorf                              | Bogenhausen                                            | 13                  | Zamdorf, Kolonialsiedlung, Zamilapark |

## Lagekarten
Die folgende Kartenserie soll Hilfestellung leisten, die Lage der Stadtteile, Quartiere und Siedlungen in den Kontext der diversen offiziellen Gliederungen der Stadt München einzuordnen:

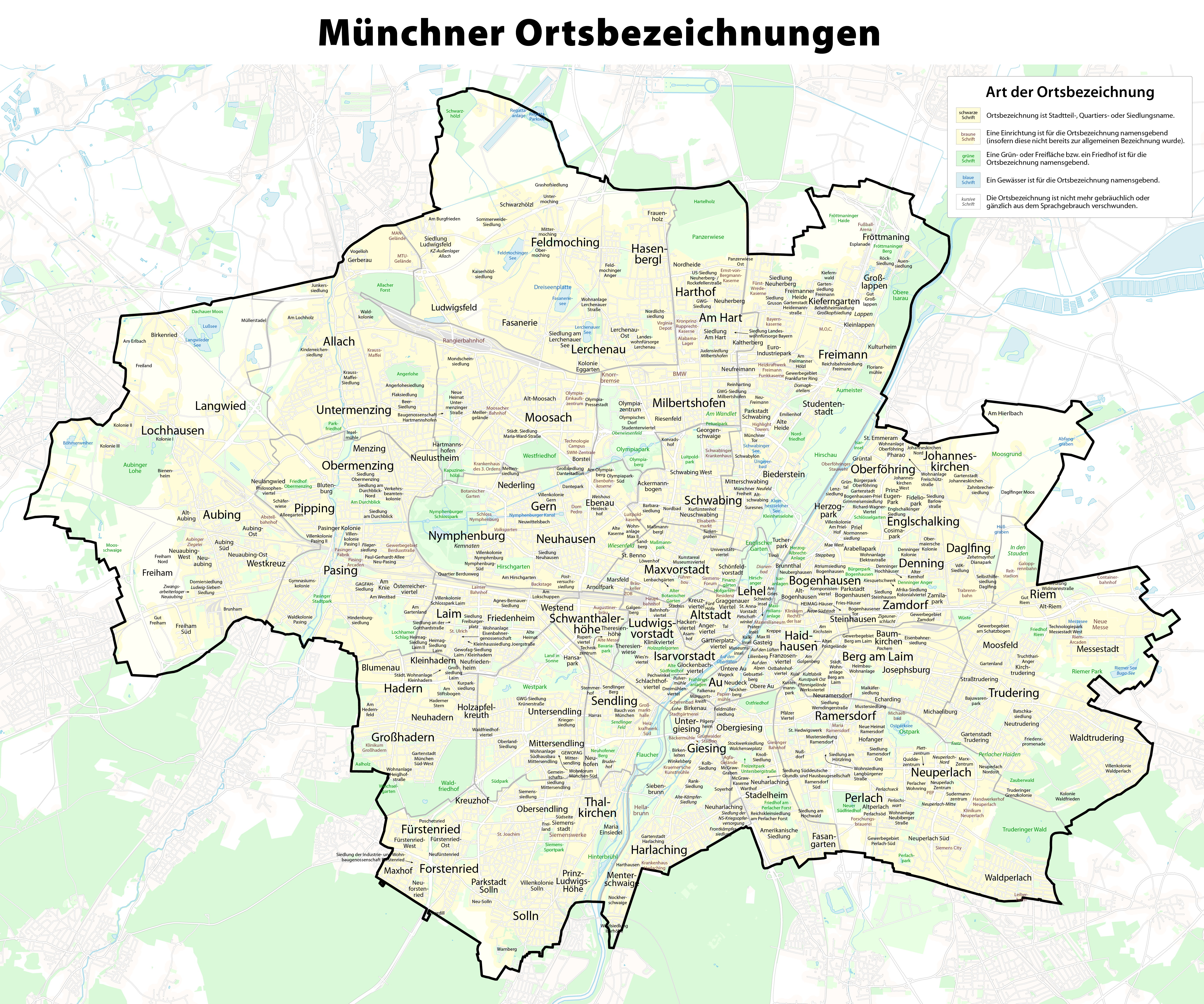
Stadtteile, Quartiere und Siedlungen
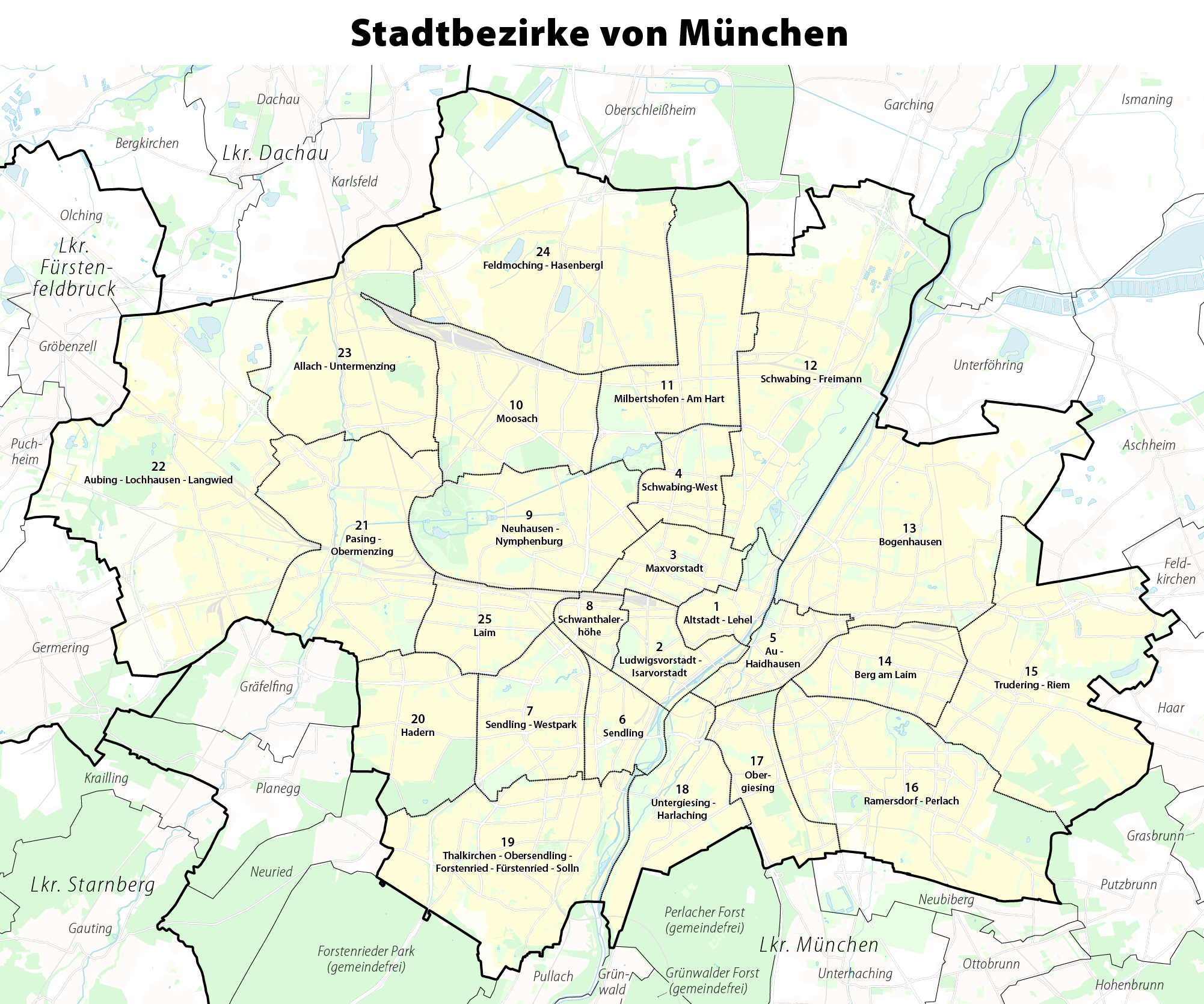
Offizielle Gliederung: Stadtbezirke
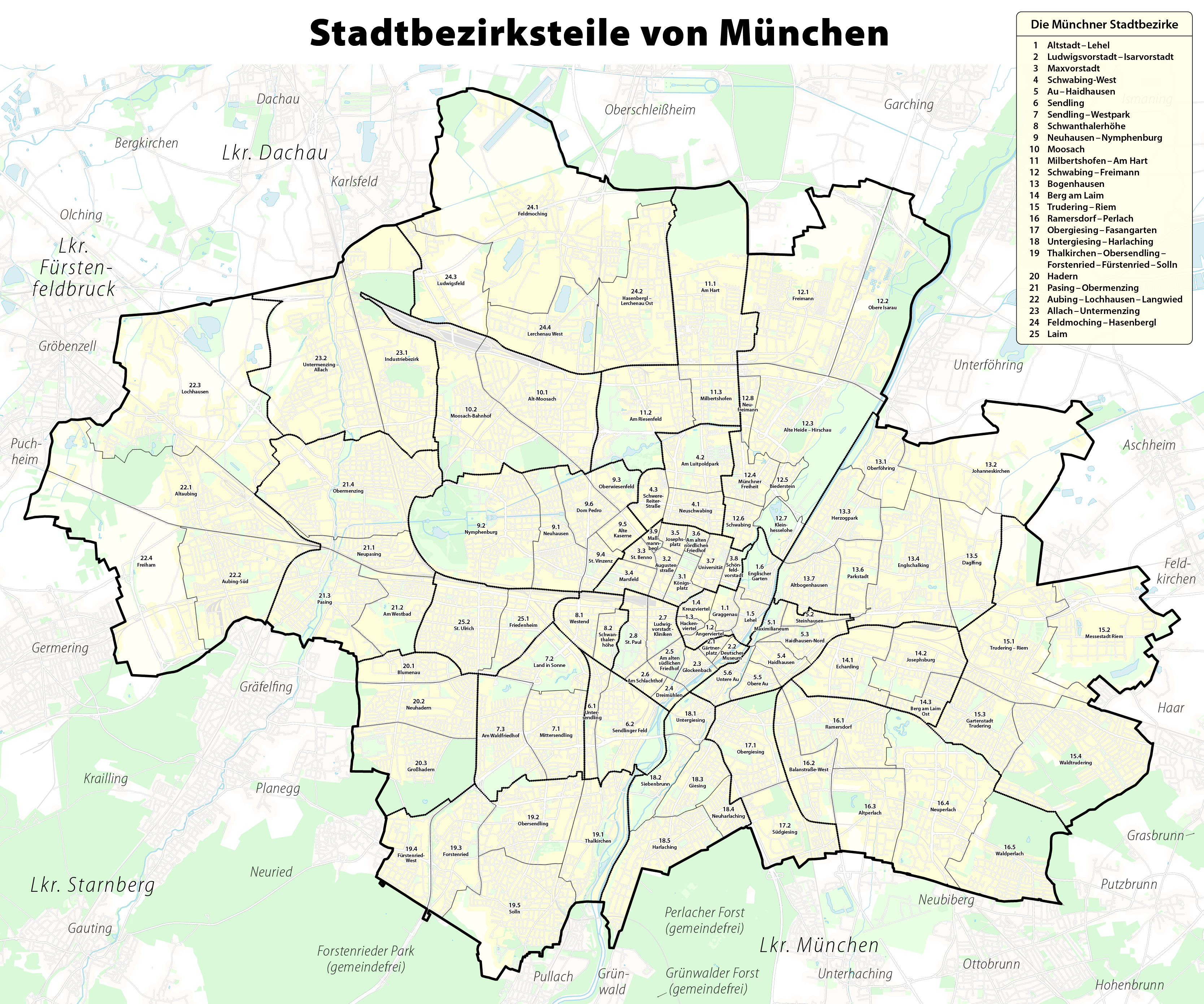
Offizielle Gliederung: Stadtbezirksteile
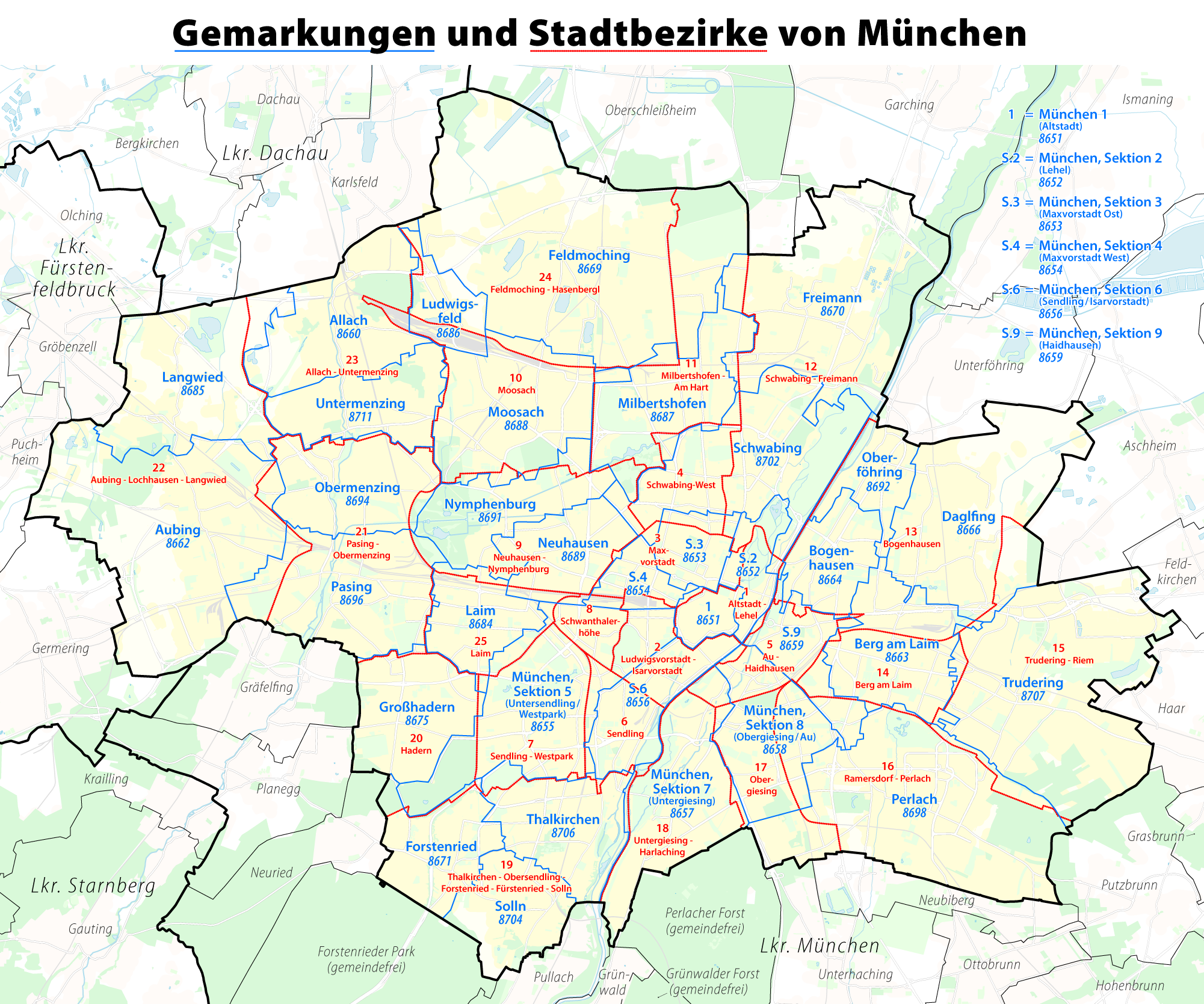
Vergleich der Gemarkungen mit den heutigen Stadtbezirken
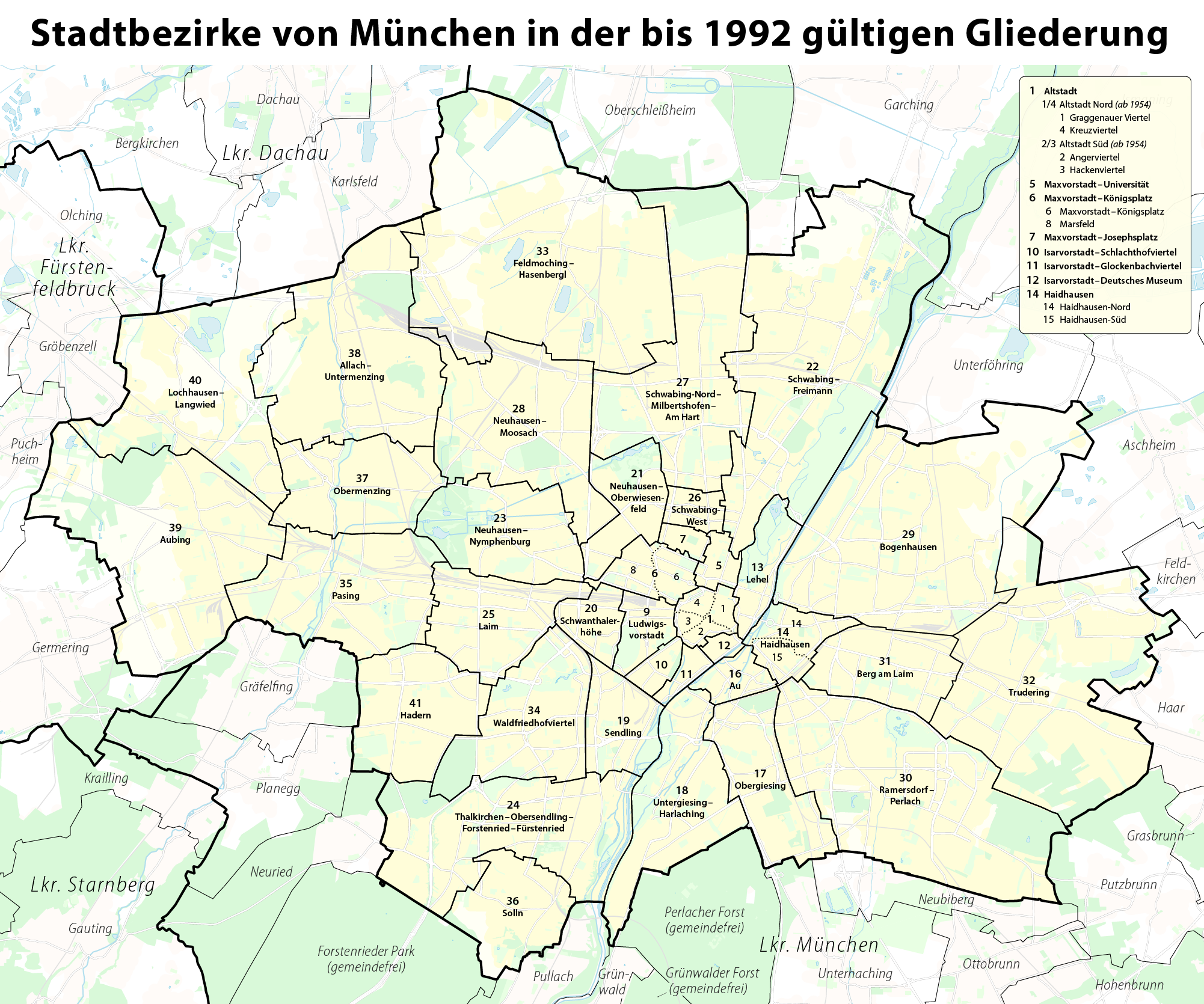
Offizielle Gliederung bis 1992: Stadtbezirke